# الایامان
الایامان (به انگلیسی: Alayamon) یک منطقهٔ مسکونی در هند است که در کرالا واقع شده‌است.

## خصوصیات
الایامان ۱۲٬۸۶۹ نفر جمعیت دارد.